# Nationalpark Tràm Chim
Der Nationalpark Tràm Chim ist ein Schutzgebiet in Vietnam. Es wurde 2012 ausgewiesen und ist 75,88 km² groß. Auf das Areal werden die Bestimmungen der Ramsar-Konvention für bedeutende Feuchtgebiete angewandt. Es handelte sich um das 2000. Gebiet dieser Art weltweit. Im Park lebt unter anderem der Saruskranich, der vom Aussterben bedroht ist.